# Яраново
Яраново (пол. Jaranowo) — село в Польщі, у гміні Бондково Александровського повіту Куявсько-Поморського воєводства.
Населення — 153 особи (2011).

## Демографія
Демографічна структура станом на 31 березня 2011 року:
|          | Загалом | Допрацездатний вік | Працездатний вік | Постпрацездатний вік |
| -------- | ------- | ------------------ | ---------------- | -------------------- |
| Чоловіки | 76      | 17                 | 55               | 4                    |
| Жінки    | 77      | 22                 | 40               | 15                   |
| Разом    | 153     | 39                 | 95               | 19                   |